# 421 Zahringia
Zahringia (asteroide 421) é um asteroide da cintura principal, a 1,8222356 UA. Possui uma excentricidade de 0,2827883 e um período orbital de 1 479,21 dias (4,05 anos).
Zahringia tem uma velocidade orbital média de 18,68590692 km/s e uma inclinação de 7,77214º.
Esse asteroide foi descoberto em 7 de Setembro de 1896 por Max Wolf.